# Enrique Páez
Enrique Páez (Madrid, 17 marzo 1955) è uno scrittore spagnolo.

## Biografia
Laureato in Letteratura spagnola, oltre a essere uno scrittore, ha lavorato come editore e professore di Lingua, Letteratura e Creazione letteraria a Madrid e New York.
Vive a Tenerife, dove coordina un Network Internazionale di Storytelling.
Ha ricevuto il Premio Lazarillo nel 1991 per il suo romanzo Devuélveme el anillo, pelo cepillo.
Dal 1993 dirige un laboratorio di scrittura creativa che nel tempo ha prodotto 15 antologie di racconti pubblicati.
Dal 2016 fa parte della rete internazionale Storytellers for Peace (Narratori per la pace), formata da narratori da tutto il mondo, ideata e coordinata dallo scrittore italiano Alessandro Ghebreigziabiher.

## Opere

### Narrativa
- Devuélveme el anillo, pelo cepillo Edizioni Bruño (2010) Illustrazioni: Alicia Cañas ISBN 84-216-1800-8
- El club del Camaleón Edizioni Bruño (1994-2010) Illustrazioni: Maria Luisa Torcida ISBN 84-216-2272-2
- Abdel Edizioni SM (1994-2010) ISBN 84-348-4271-8
- Il viaggio di Abdel (traduzione italiana), Zambon Editore (2009) Illustrazioni: F. Carta Traduzione a cura di: G. Zambon e B. Mussi ISBN 88-878-2654-4
- Un secuestro de pelicula Edizioni SM (1995-2010) Illustrazioni: Arcadio Lobato ISBN 84-348-4663-2
- Renata y el mago Pintón Edizioni SM (1996-2010) Illustrazioni: Alekos ISBN 84-348-4949-6